# Guy Moussi
Guy Moussi, född 23 januari 1985 i Bondy, är en fransk före detta fotbollsspelare som senast spelade för HJK Helsingfors som mittfältare. Hans moderklubb är Angers SCO.